# Puzyry (rejon brasławski)
Puzyry (biał. Пузыры; ros. Пузыри) – wieś na Białorusi, w obwodzie witebskim, w rejonie brasławskim, w sielsowiecie Mieżany.

## Historia
W czasach zaborów w gminie Brasław, w powiecie nowoaleksandrowskim, w guberni wileńskiej Imperium Rosyjskiego. W 1866 należała do dóbr Nowy Dwór.
W latach 1921–1939 wieś leżała w Polsce, w województwie nowogródzkim (od 1926 w województwie wileńskim), w powiecie brasławskim, w gminie Brasław.
Według Powszechnego Spisu Ludności z 1921 roku zamieszkiwało wieś 95 osób, 94 było wyznania rzymskokatolickiego a 1 prawosławnego. Jednocześnie 77 mieszkańców zadeklarowało polską przynależność narodową, 17 białoruską a 1 inną. Było tu 17 budynków mieszkalnych. W 1931 w 20 domach zamieszkiwało 91 osób.
Miejscowość należała do parafii rzymskokatolickiej w Brasławiu. Podlegała pod Sąd Grodzki w Brasławiu i Okręgowy w Wilnie; właściwy urząd pocztowy mieścił się w Brasławiu.